# Tetsushi Suwa
Tetsushi Suwa (諏訪哲史, Suwa Tetsuhi) est un écrivain japonais né en 1969 à Nagoya dans la préfecture d'Aichi. Il remporte le prix Akutagawa en 2007 pour Asatte no Hito (アサッテの人, L'Homme d'après-demain).